# Берлуд
Берлу́д (рос. Берлуд) — присілок в Вавозькому районі Удмуртії, Росія.
Населення — 6 осіб (2010; 23 в 2002).
Національний склад (2002):
- удмурти — 91 %

Урбаноніми:
- вулиці — Центральна